# Havukkalampi
Havukkalampi är en sjö i kommunen Kontiolax i landskapet Norra Karelen i Finland. Den är 7,7 meter djup. Arean är 46 hektar och strandlinjen är 4,21 kilometer lång. Sjön  ingår i Jänisjokis huvudavrinningsområde.   Den ligger omkring 20 kilometer öster om Joensuu och omkring 390 kilometer nordöst om Helsingfors. 